# Edgardo Mabama
Edgardo Mabama Rodríguez (Perú, 2 de octubre de 1919 - 5 de febrero de 1995) fue un futbolista peruano que se desempeñaba como delantero.

## Trayectoria
Nació en Perú, jugó en Universitario de Deportes en 1939, en el mismo año salió campeón en la zaga Crema siendo parte del plantel conformando por Juan Honores, Orestes Jordán, Enrique Perales, Mario Pacheco, Teodoro «Lolo» Fernández, entre otros. En el año 1941 sale de nuevo campeón siendo otra vez unos de los mejores del plantel. En el año 1944 deja el club merengue para irse a Sporting Tabaco, estando muchos años en el club siendo la figura del plantel junto con Augusto Alvarado, se retira del fútbol en 1952, Tiempo después falleció, habiendo sido un excelente delantero de una gran trayectoria.

## Clubes
| Club            | País | Año         |
| --------------- | ---- | ----------- |
| Universitario   | Perú | 1939 – 1943 |
| Sporting Tabaco | Perú | 1944 – 1952 |

## Palmarés
| Título                    | Club                      | País | Año  |
| ------------------------- | ------------------------- | ---- | ---- |
| Primera División del Perú | Universitario de Deportes | Perú | 1939 |
| Primera División del Perú | Universitario de Deportes | Perú | 1941 |